# 繁缕
繁缕（学名：Stellaria media）属石竹科繁缕属植物，为原野杂草。其种加词“media”意为“中间的”。

## 形态
一年生小草本；茎纤弱，圆柱形，有纵棱，一侧有短柔毛，余全无毛，平铺地面，叉状分枝；叶卵形，小对生，先端锐尖，质脆易碎；春夏开白色小花，聚伞花序，位于枝顶端或叶腋；花梗纤细；花萼5；花瓣5，深二裂；花柱三枚。

## 分布
分布于世界各地以及中国大陆的全国各地等地，生长于海拔300米至3,900米的地区，一般生长在田间杂草，目前尚未由人工引种栽培。

## 名稱

### 异名

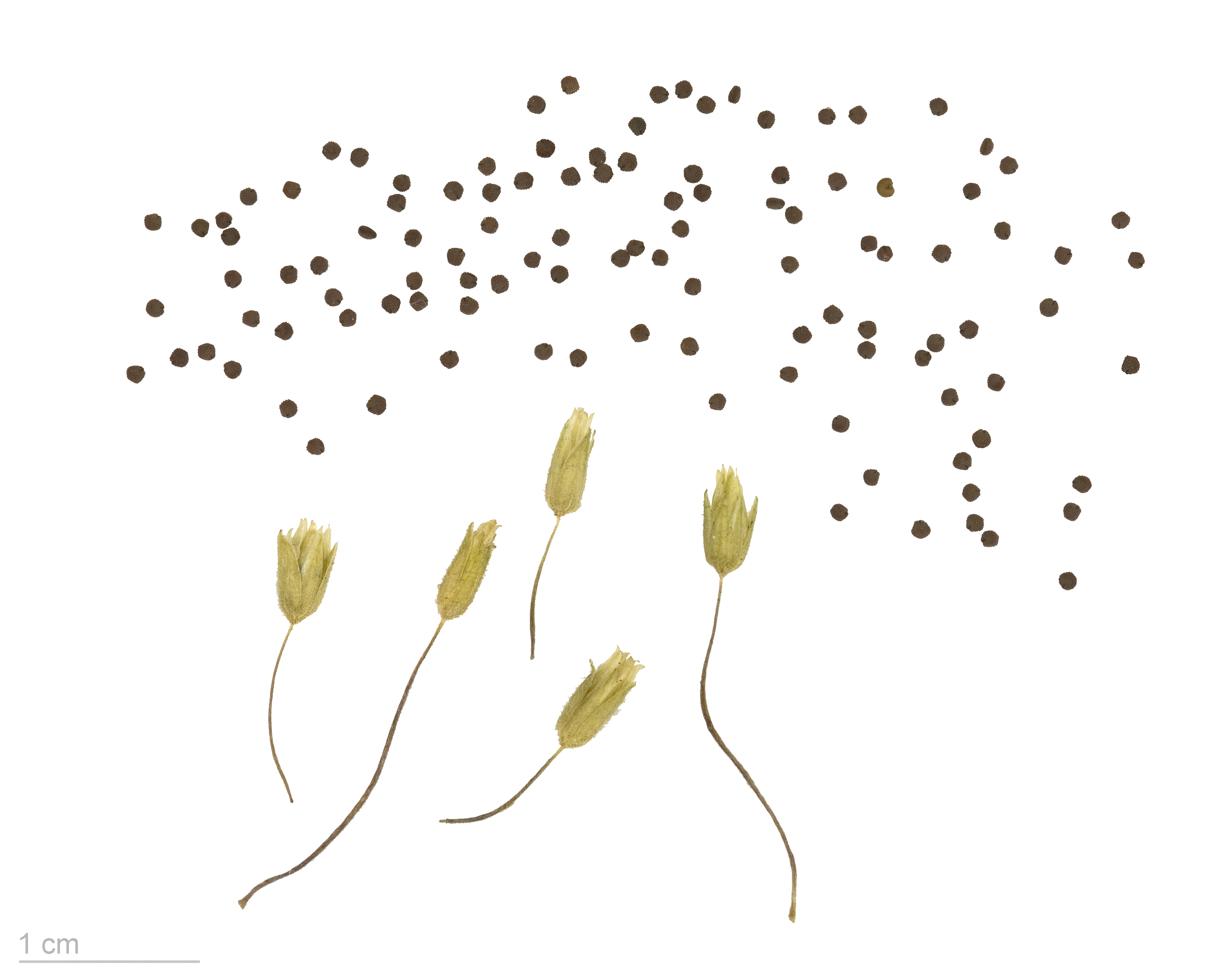
Stellaria media

- Stellaria media (L.) Vill. var. micrantha (Hayata) Liu et Ying

### 中文俗名
- 鹅肠菜（本草纲目）
- 鹅耳伸筋（湖北巴东）
- 鸡儿肠（江苏）
- 鹅儿肠（四川）

## 使用
可作為野菜食用。

## 延伸阅读
[在维基数据编辑]
 《植物名實圖考·繁縷》，出自吳其濬《植物名實圖考》